# Интерферометр Жамена
Интерферо́метр Жаме́на (интерференционный рефрактометр) — двухлучевой интерферометр, использовавшийся для измерения малых показателей преломления газов, предложенный Жюлем Жаменом в 1856 году.

## Устройство

Схема интерферометра Жамена.
1 – Плоскопараллельные стеклянные пластины с посеребрённой задней поверхностью.
2 – Источник освещения.
3 – Измерительная кювета.
4 – Сравнительная кювета.
5 – Компенсаторы разности хода.
6 – Диафрагма.
7 – Зрительная труба.
8 – Интерферограмма.
9 – Подача газа в кюветы.
10 – Сброс газа из кювет.

В интерферометре Жамена свет проходит через две одинаковые плоскопараллельные стеклянные пластины толщиной не менее 20 мм. От толщины пластин зависит расстояние между лучами, интерференция которых изучается. Её делают достаточной для помещения на пути лучей двух кювет с газами.
Пластины устанавливаются под углом в 45° к линии, которая соединяет их центры, и поворачиваются с помощью юстировочных винтов относительно вертикальной и горизонтальной осей для изменения ширины и наклона интерференционных полос. При падении пучка света на первую пластину, он частично отражается от её внешней и внутренней поверхностей, расщепляясь на два луча. При этом расстояние между лучами зависит от толщины пластины. Интерференция возникает после отражения от второй пластины между лучами, каждый из которых испытал по одному отражению от разных поверхностей пластин. 

## Применение
Если показатели преломления исследуемых газов равны {\displaystyle n_{1}} и {\displaystyle n_{2},} длина кювет {\displaystyle L,} смещение полос при внесении разных газов в кюветы {\displaystyle m,} а длина волны {\displaystyle \lambda ,} то разница показателей преломления будет равна:
{\displaystyle \Delta n=n_{2}-n_{1}={\frac {m\lambda }{L}}.}
При измерении одну из кювет наполняют исследуемым газом через патрубки кюветы, вторую - эталонным газом с известным показателем преломления, например, воздухом, зависимость показателя преломления от температуры, влажности, давления хорошо изучена, или иногда сравнительную кювету вакууммируют.
Практически типичные значения {\displaystyle \Delta n}, доступные для измерения, составляют по порядку величины 10−7. При измерении нетрудно измерить смещение полос в 1/10. Например, при длине кювет 0,5 м при работе на длине волны света 500 нм смещение полос на 0,1 соответствует изменению показателя преломления на 10−7.

## Недостатки и модификации
Основными недостатками интерферометра Жамена является сложность прибора для работы в ультрафиолетовом диапазоне, требующая специальных пластин из кварца или флюорита и сложность изготовления одинаковых по толщине пластин толще 5 см. При этом толстые пластины очень медленно приходят в состояние теплового равновесия со средой при изменении её температуры. Изменения их толщины в результате линейного теплового расширения смещает интерференционные полосы.
Недостатки интерферометра Жамена были позднее устранены в интерферометрах Рождественского и Маха — Цендера и интерферометре Рэлея. Сам интерферометр Жамена для измерения показателей преломления газов со временем был заменён интерферометром Рэлея.